# 懷爾德伍德 (密蘇里州)
懷爾德伍德（英語：Wildwood）是位於美國密蘇里州聖路易斯縣的城市。

## 人口
根據2020年美國人口普查的數據，懷爾德伍德的面積為173.25平方千米，當中陸地面積為172.70平方千米，而水域面積為0.55平方千米。當地共有人口35417人，而人口密度為每平方千米204人。